# Hugo Verdaasdonk
Hugo Jeroen Antonius Verdaasdonk (Amsterdam, 7 juni 1945 – Amsterdam, 9 oktober 2007) was een Nederlandse literatuurwetenschapper. Daarnaast was hij schrijver van thrillers onder het pseudoniem Paul Stather. In die hoedanigheid schreef hij De man die Marilyn Monroe was (1995) en De Bank (1997; genomineerd voor de Bruna Gouden Strop 1997).

## Leven en werk
Verdaasdonk was een zoon van advocaat en dichter-schrijver Mattheus Verdaasdonk. Hij studeerde literatuurwetenschap en Franse taal-en letterkunde aan de Universiteit van Amsterdam waar hij ook een decennium lang Nederlandse literatuur doceerde. Tussen 1972 en 1981 doceerde hij daarnaast moderne Franse letterkunde aan de Vrije Universiteit. Verdaasdonk promoveerde aan de VU op het proefschrift Critique littéraire et argumentation (later verschenen in vertaling als Literatuurbeschouwing en argumentatie). 
Verdaasdonk doceerde vanaf 1981 Marketing en Sociologie van het Boek aan de Universiteit van Tilburg. In die hoedanigheid trad hij onder meer op als erepromotor van uitgever Geert van Oorschot toen deze op 20 november 1986 een eredoctoraat in de letteren ontving. In 2002 solliciteerde hij naar de functie van decaan van de letterenfaculteit, maar hij werd niet benoemd. In 2004 werd zijn leerstoel Marketing en Sociologie van het Boek opgeheven. Sindsdien had hij nog maar een halve aanstelling als cultuurwetenschapper.
Behalve wetenschapper en schrijver was hij ook bestuurslid van de Stichting Literatuurprijs, en voorzitter van het P. C. Boutensfonds en het Sociaal Fonds Letterkundigen. Van 1986-1992 was hij voorzitter van de Vereniging van Letterkundigen.
Hugo Verdaasdonk overleed op 62-jarige leeftijd aan de gevolgen van een hersentumor.